# Giovanni Antonio del Nobile
Giovanni Antonio del Nobile (Arosio, ... – Catania, 1585) è stato un imprenditore, ingegnere militare italiano.
Non si conosce molto della biografia di questo tecnico, nominato nel 1572 ingegnere del Regno, al servizio del Viceré di Sicilia.
In tale incarico seguì i cantieri delle fortificazioni e realizzò progetti per opere difensive in tutta l'isola.
Indicato nei documenti come "tedesco", sembrerebbe invece originario di Arosio, oggi facente parte della provincia di Como.
Le prime notizie lo indicano come residente a Catania (dove si era sposato) e dove sin dal 1563 avrebbe iniziato una redditizia attività di produzione del salnitro per la polvere da sparo che avrebbe proseguito regolarmente anche successivamente, nonostante la carriera nell'amministrazione pubblica. Risulta sia stato impegnato anche nell'estrazione e del commercio dello zolfo, altro ingrediente necessario per la polvere da sparo e nelle attività metallurgiche.
Nel 1571 fu nominato capitano dell’artiglieria di Catania e probabilmente forse già da tempo, era al servizio dell'esercito e dell'apparato amministrativo vicereale.Nel 1572 fu nominato dal presidente del Regno Carlo d'Aragona Tagliavia duca di Terranova,  ingegnere "maggiore"  con l'incarico di " tener cura di tutte le fortificattione che gli si fanno et per lo avvenire occorrerà farse di castelli, terre et città di questo regno".
L'avvicendarsi di vari tecnici sugli interminabili cantieri delle maggiori fortificazioni siciliane non permette di distinguere nettamente i suoi apporti progettuali. Durante gli anni del suo incarico presero servizio come ingegneri, in tempi successivi, anche Giovanni Antonio Salamone e Giovanni Battista Collepietra, contrariamente al periodo precedente, quando la direzione era sempre stata legata a un solo ingegnere.  Inoltre, nonostante la durata dell'incarico, diverse furono le criticità legate anche alle sue continue richieste economiche. I dubbi sulle sue effettive capacità nella tenuta dei cantieri da parte dei viceré, sono da considerare insieme al suo ruolo imprenditoriale, evidentemente considerato strategico vista il diritto di sfruttamento in esclusiva di tutte le miniere del Regno.